# وجه (تشريح)

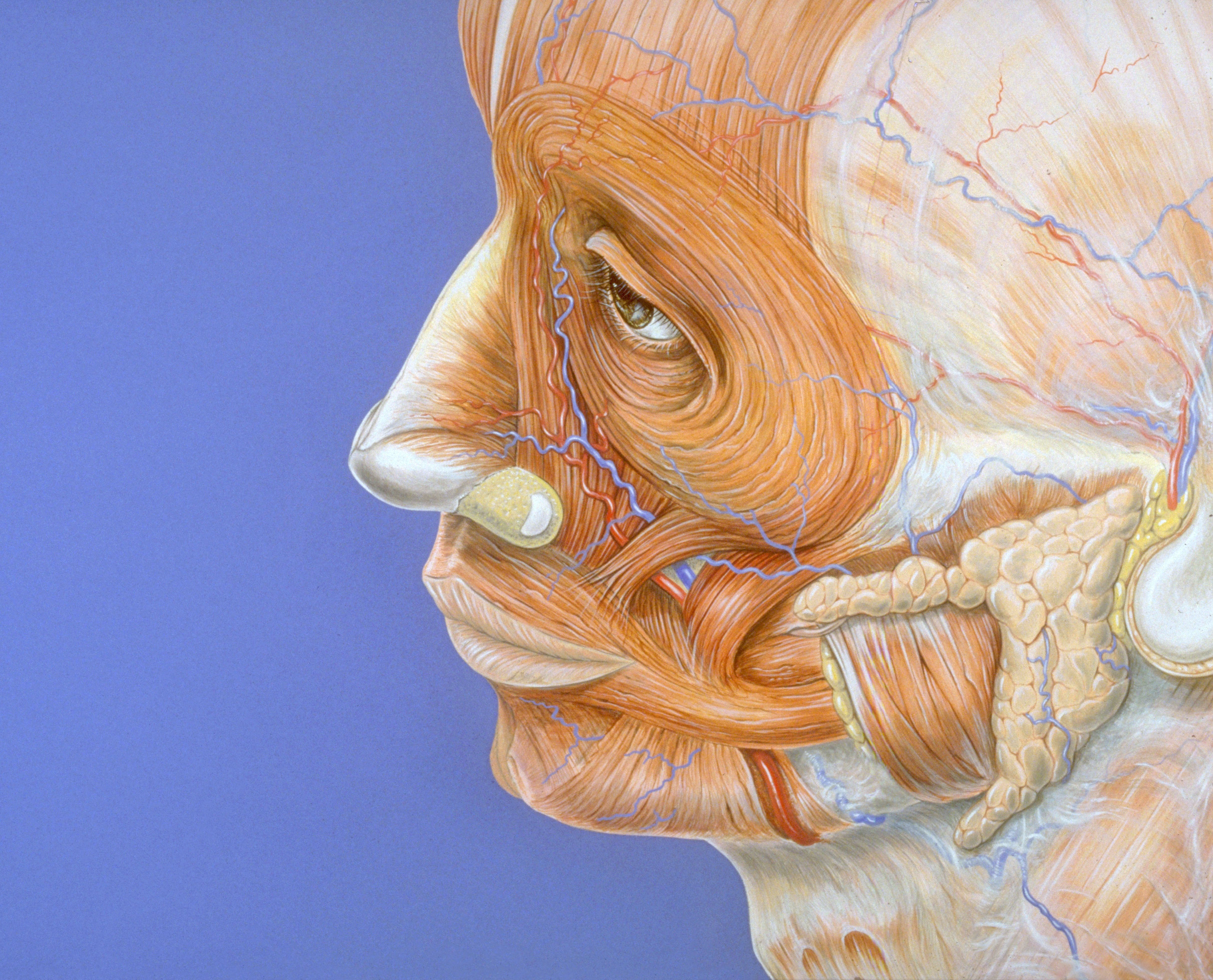
رسم توضيحي للوجه

الوجه هو الجزء الأمامي المكون لرأس الحيوان وجسم الإنسان الذي يحتوي على الاعضاء التي يتعامل الإنسان بها مع غيره، ويحتوي الوجه فقط على ثلاثة من أعضاء الإحساس بالرأس، وهي العين والأنف والفم، والتي من خلالها تعبر الحيوانات عن الكثير من مشاعرها. الوجه عامل مهم لتحديد الهوية البشرية، وقد تؤثر الأضرار بالوجه مثل الندوب أو تشوهات النمو سلبًا على النفس.وسمي (وجه) لأن الإنسان يواجه ماحوله باستخدامه وبه حواس السمع والبصر والشم والتذوق. يعد الوجه عضوا ضروريا لتحديد هوية الإنسان، ويوجد عادة في السطح الأمامي لرأس الحيوان أو الإنسان، إلا أن الحيوانات لا تتوفر كلها على أوجه.

## هيكل الوجه
يُطلق على الجزء الأمامي من رأس الإنسان الوجه، والذي يتضمن عدة مناطق متميزة، وتعتبر السمات الرئيسية للوجه هي:
- الجبهة: هي الجزء الجلدي الأمامي المكون للوجه، تقع الجبهة مباشرة تحت خط شعر الرأس، ويحدها جانبياً الصدغان ومن أسفل الحاجبين والأذنين.
- العيون: قابعة في تجويف عظمي يحوي العين وملحقاتها من أعصاب، أوعية، عضلات، وخلايا ويسمى ذلك التجويف "محجر العين"، كما تتم حماية العين بالجفون والرموش.
- الأنف: يرجع الشكل المميز لأنف الإنسان للعظم الغربالي وفتحتيه والحاجز الأنفي.
- الوجنتان: عبارة عن عظمتان تغطيان الفكين العلوي والسفلي، وأقصى حد يمكن أن تصل له هو الذقن.
- الفم: يتكون من الشفة العلوية المقسومة إلى نصفين في وسطهما النثرة، قد تظهر الأسنان أحيانًا.[9]

## ابعاد الوجه

### عرض الوجه
خمسة أجزاء متساوية كل منها يساوي عرض عين واحدة.

### طول الوجه
ثلاثة أجزاء متساوية، الثلث العلوي بين خط الشعر والمقطب، الثلث الأوسط بين المقطب وذروة الأنف، الثلث السفلي بين ذروة الأنف والذقن.

### زوايا الوجه
- الزاوية الأنفية الوجهية بين مستوى الوجه وظهر الأنف تقيس 36 درجة.
- الزاوية الأنفية الشفوية بين الشفة العلوية وذروة الأنف تتراوح بين 90 و 95 درجة عند الرجال وبين 95 و 105 درجة عند النساء.

## عضلات الوجه
يبلغ عدد عضلات الوجه 47 عضلة، والتي يتم تزويدها عن طريق العصب الوجهي مع كل فرع من العصب يخدم جانبا من الوجه، أما عضلات الوجه التعبيرية فهي مجموعة من العضلات الهيكلية تقوم بتحريك الوجه للقيام بالتعابير المختلفة، ويتم تزويدها عن طريق العصب السابع من الأعصاب الوجهية. في المقابل، يتم تزويد عضلات المضغ بالأعصاب عبر فرع من فروع العصب الخامس (العصب الثلاثي التوائم) وهوعصب الفك سفلي

### عضلات الجبهة

#### عضلة الجبهيّة القذاليّة (Occipito-frontalis)
هي عضلة تغطي أجزاء من الجمجمة. تتألف من بطنين: بطن جبهي Frontal belly وبطن قذالي Occipital belly.

#### العضلة مغصنة الحاجب (Corrugator Supercillii)
عضلة توجد في القسم الإنسي للقوس فوق الحاجبية وتتجه نحو الأعلى والوحشي، يتم تغذيتها بواسطة العصب الوجهي، وظيفتها شد الحاجب نحو الإنسي، فهي عضلة العبوس والغضب فهي التي تعطي الخطوط العمودية للجبهة.

#### العضلة الناشلة (Procerus)
تنشأ العضلة الناشلة من العظم الأنفي وتتجه نحو الأعلى والإنسي. تتمركز العضلة على جلد بين الحاجبين، ويتم تغذيتها من قبل العصب الوجهي. وظيفتها
تحريك الحاجبين نحو الأسفل لتعطي تعبير العبوس والتهديد.

### عضلات الناحية العينية (Orbital group)

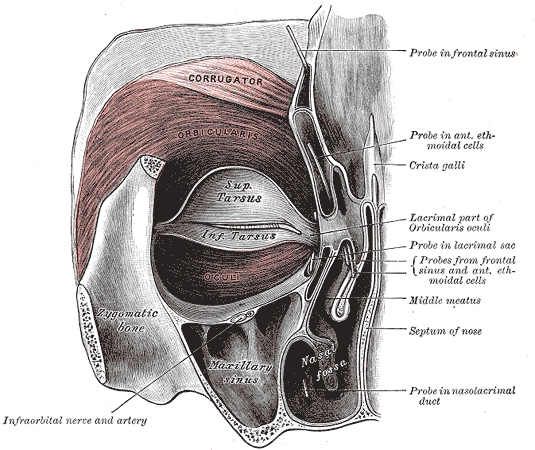
العضلة الدويرية العينية.

#### الدويرية العينية Orbicularis oculi
تتكون الدويرية العينينة من 3 أجزاء: حجاجي، جفني، ودمعي.

### عضلات الناحية الأنفيّة (Nasal group)

#### العضلة الأنفيّة Nasalis
تتكون العضلة الأنفية من جزئين معترض (ضاغط للمنخر)، والجزء العمودي (جناحي موسّع للمنخر) والذي يرتكز في جناح الأنف.

#### العضلة خافضة الوتيرة (Depressor septi nasi)
تساعد العضلة خافضة الوتيرة في التعبير عن الغضب، والشهيق العميق.

### عضلات الناحية الفموية (Oral group)

#### عضلات الفتحة الفموية
العضلة الدويرية الفمويّة (Orbicularis oris) هذه العضلة هي عضلة الصفير وتساعد على العلك.
العضلة المبوّقة (Buccinator) هذه العضلة هي عضلة النفخ.
العضلة الضحكيّة (Rosorius) هذه العضلة هي عضلة الضحك.

العضلة المبطّحة (Platysma) تخفض الفك السفلي وتسحب الشفة السفلية وزاوية الفم للأسفل، هذه العضلة هي عضلة الدهشة، وعندما تعمل في جانب واحد تعطي تعبير التهديد.

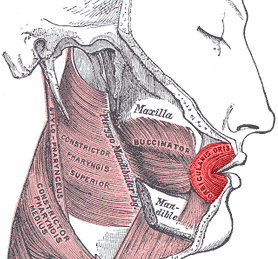
العضلة الدويرية الفمويّة
العضلة المبوّقة
العضلة الضحكيّة
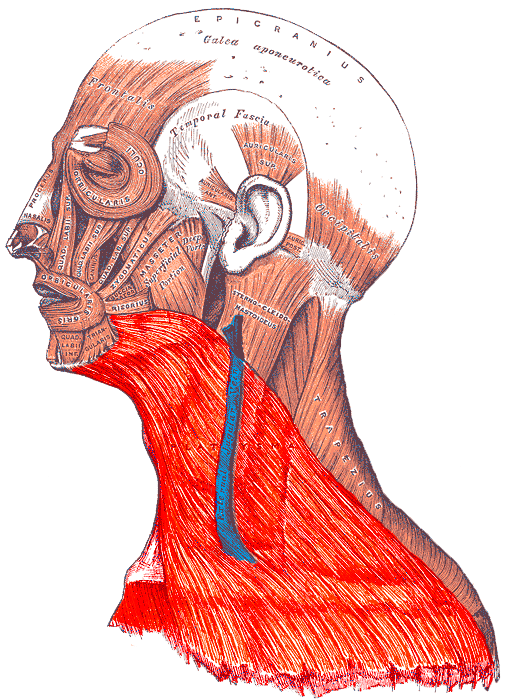
صورة توضح العضلة الجلدية للعنق تظهر في الأسفل مظللة باللون الأحمر.

#### عضلات متعلقة بالشفة العلوية
العضلة الوجنيّة الكبيرة (Zygomatic major) عضلات الازدراء والبسمة.
العضلة الوجنيّة الصغيرة (Zygomatic minor) مثل الوجنية الكبيرة، عضلات الازدراء والبسمة.
العضلة رافعة الشفة العلويّة (Levator Labii superioris)

العضلة رافعة الشفة العلويّة وجناح الأنف (Levator labii superioris alaeque nasi)

العضلة الوجنية الكبيرة.
العضلة الوجنية الصغيرة.
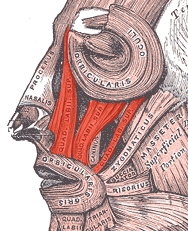
العضلة الرافعة للشفة العلوية.
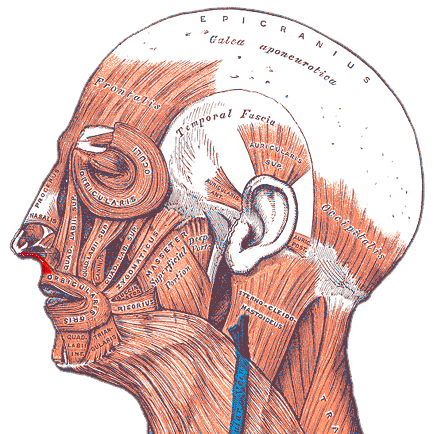
العضلة الرافعة للشفة العلوية وجناح الأنف.

#### عضلات متعلقة بالشفة السفلية
العضلة رافعة الصوار (Levator anguli oris)
العضلة خافضة الصوار (زاوية الفم) (Depressor Anguli oris)
العضلة خافضة الشفة السفلى (Depressor labii inferioris)

العضلة الذقنية (Mentalis) تعطي تعبير الحزن البسيط عن طريق قلب الشفة.

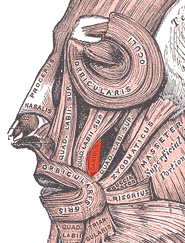
العضلة رافعة الصوار.
العضلة خافضة الصوار.
العضلة الذقنية.

## شكل الوجه
يعتبر مظهر الوجه من الأمور الحيوية للتعرف والتواصل البشري والتعبير عن المشاعر، والتي يمكن التعبير عنها بواسطة حركة عضلات الوجه.

الوجه بحد ذاته منطقة حساسة للغاية في جسم الإنسان، حيث قد تتغير تعبيراته عندما يتم تحفيز الدماغ بأي من الحواس البشرية العديدة، مثل حاسة اللمس، درجة الحرارة، الشم، التذوق، السمع، الحركة، الجوع، أو المنبهات البصرية.

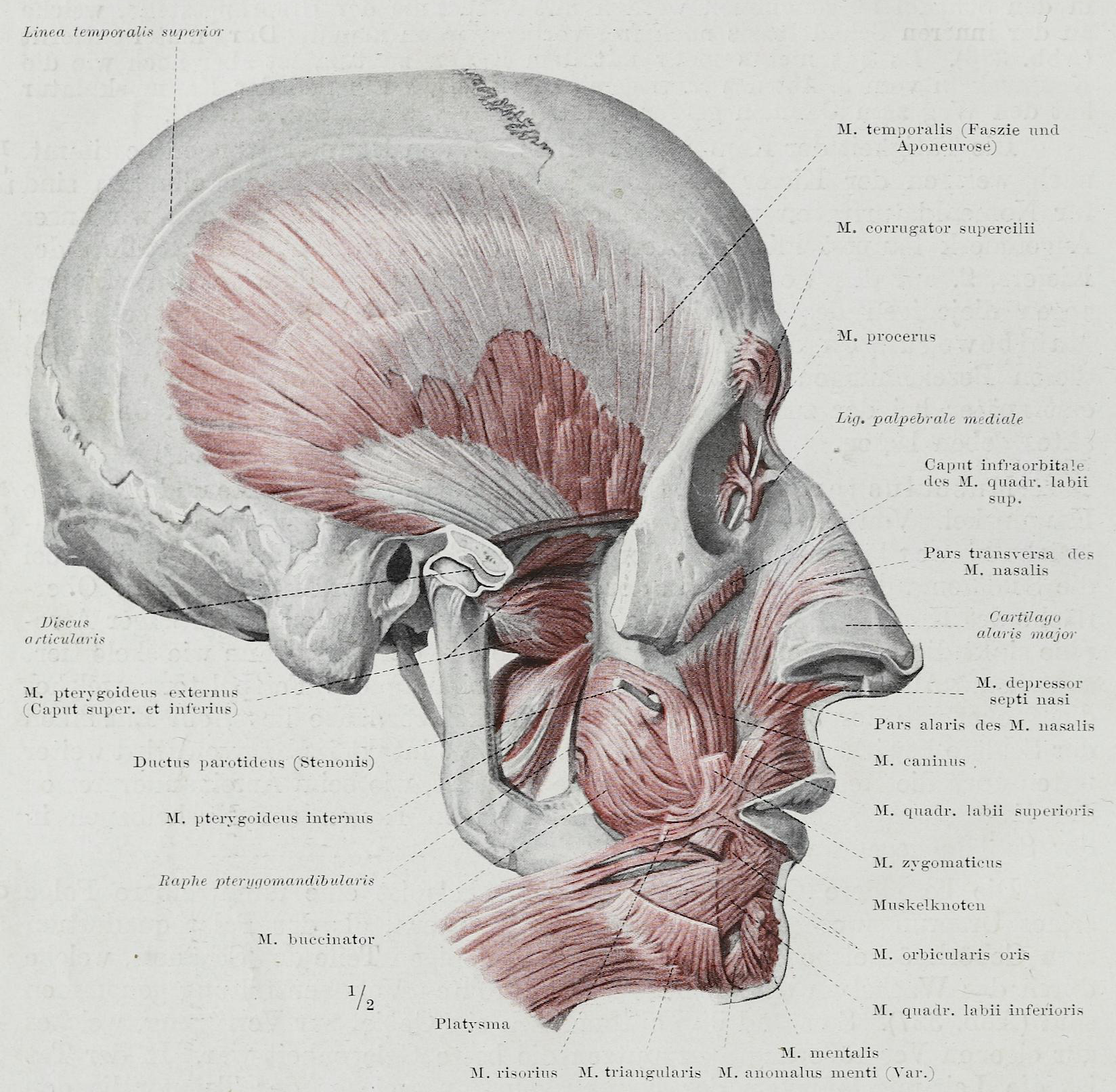
الغضاريف الأنفية، وهى هامة في تحديد شكل الأنف.
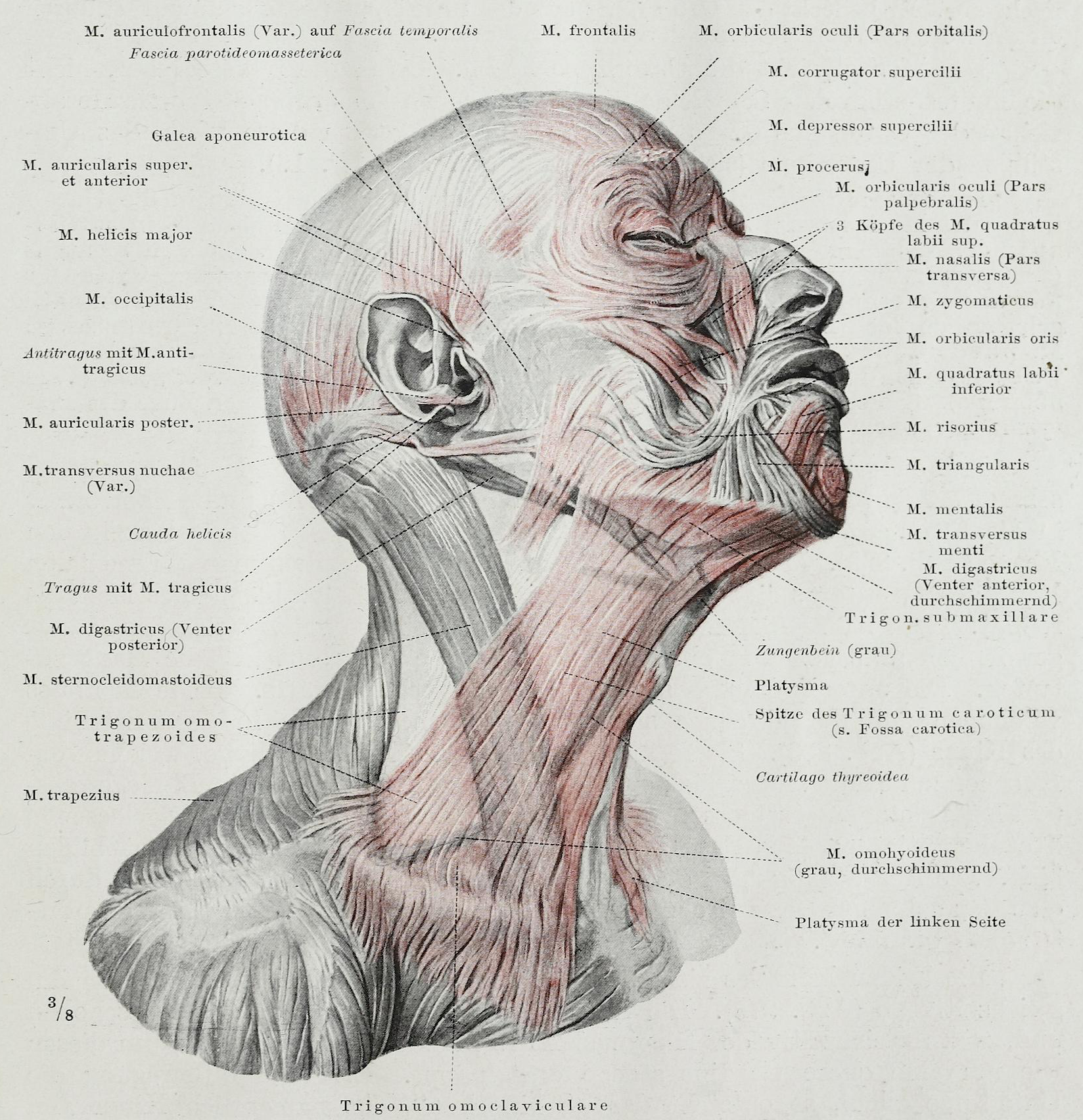
تلعب عضلات الوجه وظيفة هامة عند القيام بتعابير الوجه.
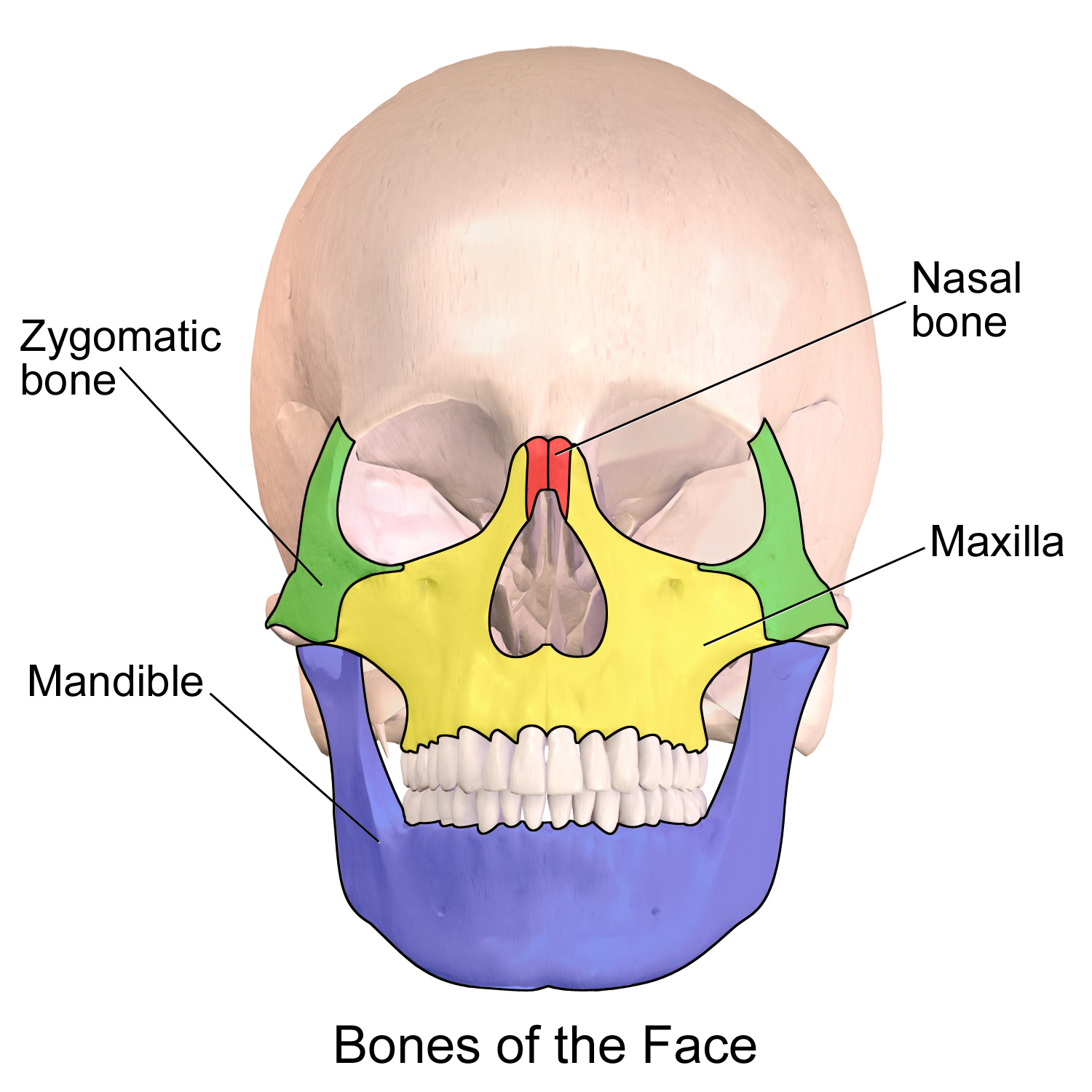
تشريح الهيكل العظمي للوجه.

الوجه  بحد ذاته هو أفضل ميزة تميز الشخص. تتيح بعض المناطق المتخصصة من الدماغ البشري ميزة التعرف على الوجوه، مثل منطقة الوجه المغزلي (FFA)، وقد يكون من المستحيل التعرف على الوجوه حتى لأفراد الأسرة الحميمين، عند تلف أو حدوث ضرر لتلك المنطقة. يتم استخدام نمط بعض أعضاء معينة من الوجه، مثل العيون أو بعض أجزاءها، في القياسات الحيوية؛ للتعرف على الأفراد بشكل فريد.
يتأثر الشكل المميز للوجوه ببنية العظام المكونة للجمجمة، ويرجع الشكل الفريد لكل وجه إلى التباين التشريحي لعظام القحف الحشوي (والقحف العصبي). وتعتبر العظام الرئيسية المشاركة في تشكيل الوجه هي: عظام الفك العلوي، الفك السفلي، عظم الأنف، والوجنتين. ومن المهم أيضًا وجود العديد من الأنسجة الرخوة، مثل الدهون والشعر والجلد (والتي قد يختلف لونها من شخص لآخر).
يتغير شكل الوجه بمرور الوقت، كما تختفي بعض السمات الشائعة التي تميز وجه الأطفال أو الرضع، مثل الوسادات الدهنية الشدقية البارزة، والتي يتمثل دورها عند الرضيع في تثبيت الخدين أثناء الرضاعة. وبينما يتضاءل حجم الوسادات الدهنية الشدقية، فإن بروز العظام يزداد مع تقدم العمر ومع النمو والتطور.

شكل الوجه من أهم العوامل المحددة للجمال وخاصة تناسق الوجه.

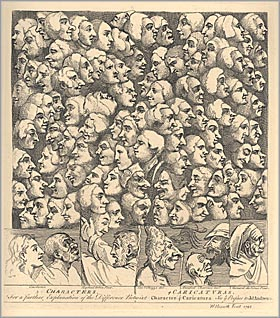
العديد من الوجوه بملامح مختلفة كرسوم كاريكاتورية، رسم ويليام هوغارث
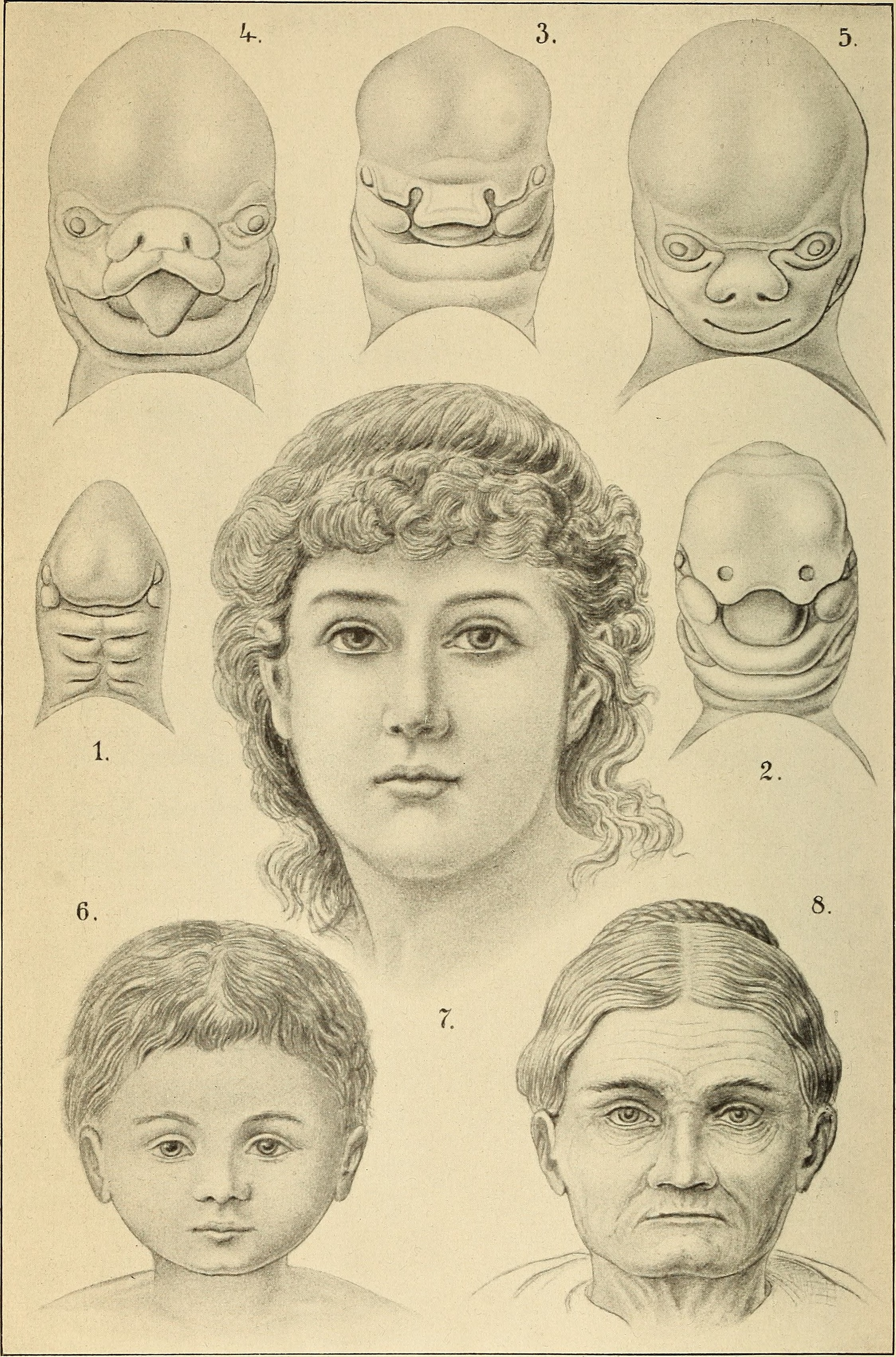
رسمة تصور تطور الوجه البشري، من قبل هيجل
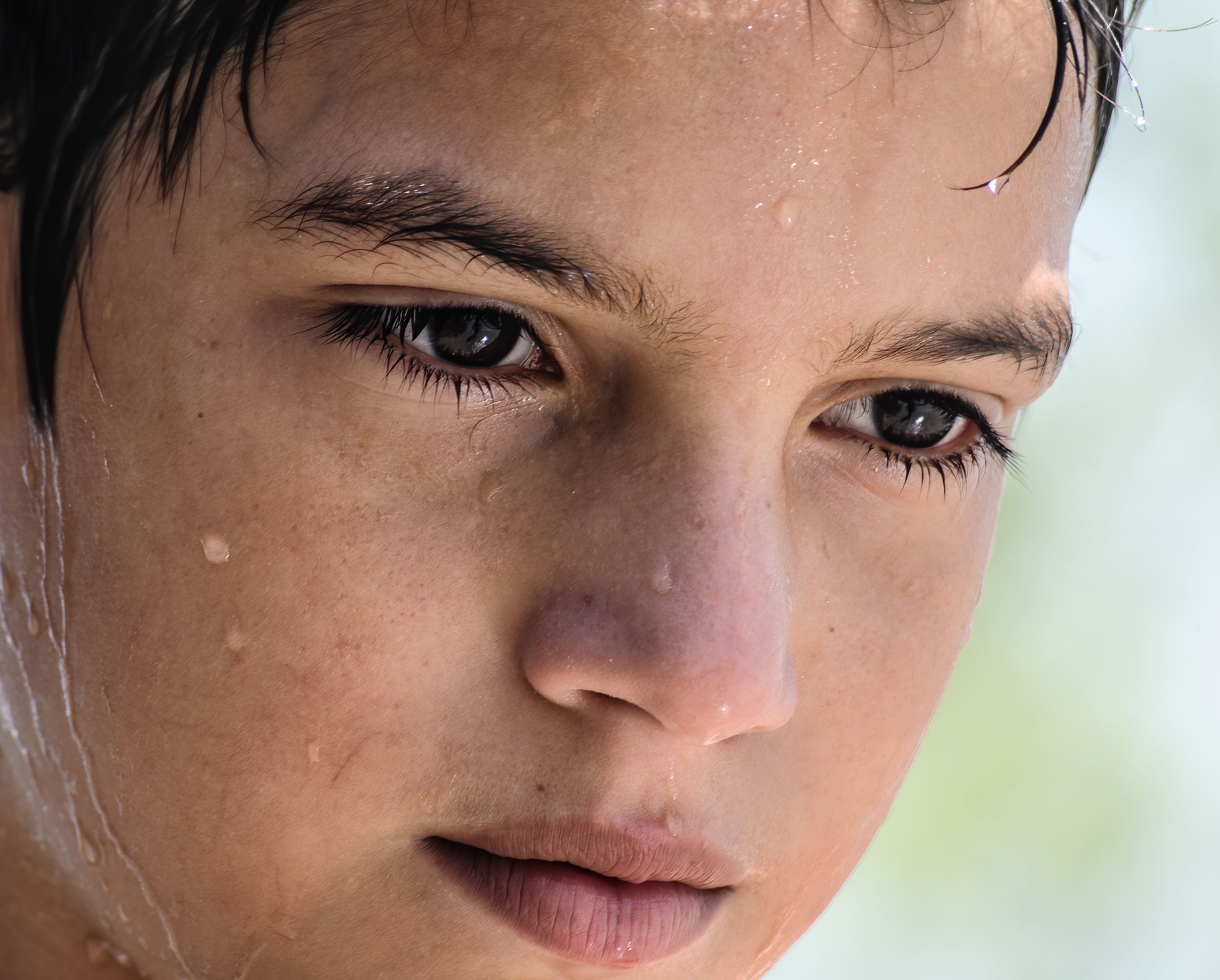
وجه طفل.
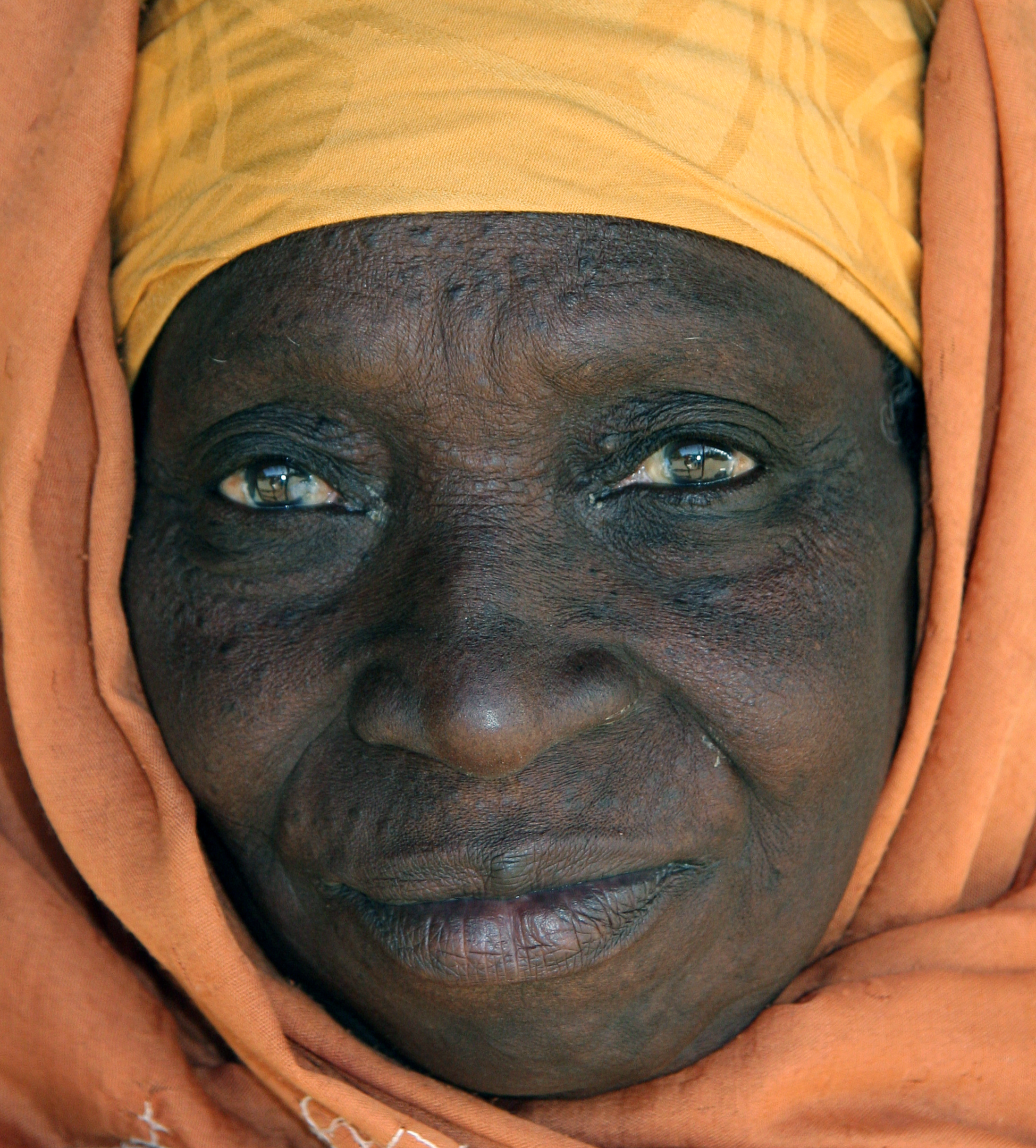
صورة لامرأة عجوز من غامبية.

## الوظيفة

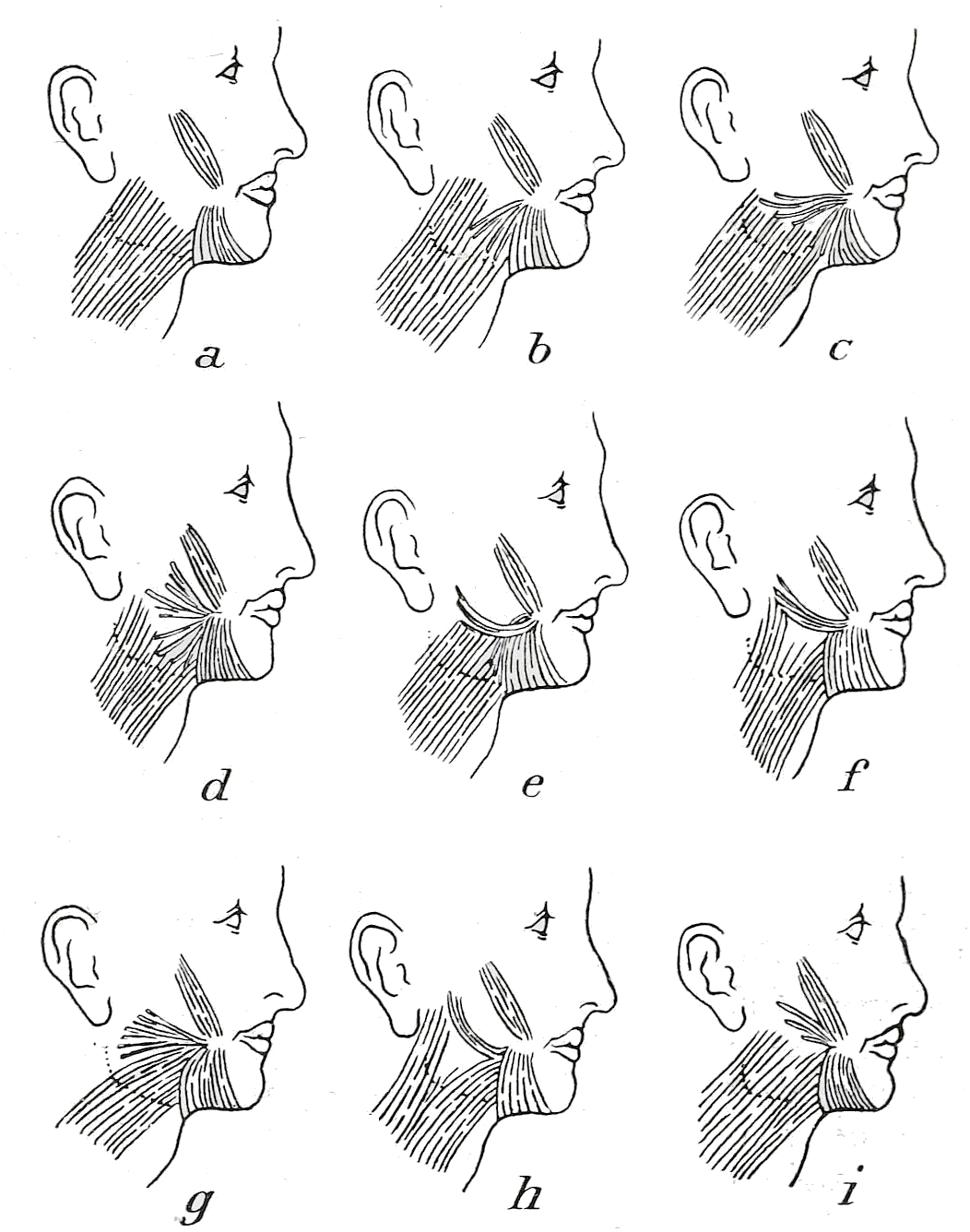
اختلافات في عضلات الريزوريوس والمثلثة والوجنية.

### المشاعر
الوجوه عوامل ضرورية للتعبير عن المشاعر، سواء كان ذلك بوعي أو بدون وعي. فقد يشير العبوس إلى الرفض أو الحزن، وعادة ما تعني الابتسامة أن شخصًا ما سعيد. وتعد القدرة على قراءة المشاعر في وجوه الآخرين هي «العامل الأساسي للتعاطف والقدرة على تفسير ردود أفعال الشخص والتنبؤ باحتمالية السلوكيات المترتبة على تلك المشاعر».  استخدمت إحدى الدراسات اختبار (التعرف على المشاعر متعدد الوسائط) لمحاولة تحديد كيف يمكن قياس المشاعر. ويهدف هذا البحث إلى استخدام جهاز قياس لإنجاز ما يفعله الناس بسهولة كل يوم: قراءة المشاعر في الوجه.
تلعب عضلات الوجه دورًا بارزًا في التعبير عن المشاعر، وتختلف باختلاف الأفراد، مما يؤدي إلى تنوع إضافي في التعبير وملامح الوجه.
معظم الناس جيدون نسبيًا في تحديد ما إذا كانت الابتسامة حقيقية أم مزيفة. وقد نظرت دراسة حديثة في قدرة الأفراد على الحكم إذا ما كانت الابتسامات حقيقية أم قسرية (مُزيفة). وقد تمكن كل من المشاركين الصغار وكبار السن على حد سواء أن يميزوا الفرق بين الشباب المبتسم، «ولكن مع تفوق المشاركون من البالغين الأكبر سنًا على المشاركين الشباب في التمييز بين الابتسامات المزيفة والابتسامات التلقائية». وقد يرجح هذا إلى أنه مع الخبرة وتقدم العمر، فإننا نصبح أكثر دقة في إدراك المشاعر الحقيقية عبر مختلف الفئات العمرية.

### الإدراك والتعرف على الوجوه

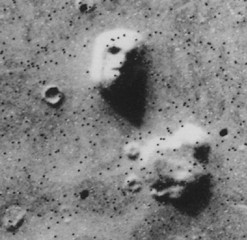
يمكن لآليات إدراك الوجه في الدماغ، مثل منطقة الوجه المغزلي، أن تتعرف على أشياء في صورة وجوه مثل هذا التكوين الصخري الشهير على المريخ.

يفترض علماء نفس الجشطالت أن الوجوه ليست مجرد مجموعة من الملامح فحسب، بل هي بالأحرى شيء ذو معنى في شكله الكلي. ويتماشى هذا الافتراض مع نظرية الجشطالت التي ترى الصور تُدرك بطريقة إيجابية وأكثر تعقيداً من مجموع أجزائها الفردية. وفقًا لـ جاري إل. ألين، فإن الناس تتكيف للاستجابة إلى الوجوه بصورة أكبر أثناء التطور؛ وذلك كنتيجة طبيعية لكون الإنسان كائناً اجتماعياً بطبعه. يقترح ألين أن الغرض من التعرف على الوجوه له جذوره في «حدوث تجاذب بين الوالدين والرضيع، وهي وسيلة سريعة ومنخفضة الجهد يقوم من خلالها الوالدان والرضع بتشكيل تمثيل داخلي لبعضهم البعض، مما يقلل من احتمالية تخلي الوالد عن ذلك النسل بسبب فشل في التعرف عليهم». يتخذ عمل ألين منظورًا نفسيًا يجمع بين النظريات التطورية وعلم نفس الجشطالت.

### منظور بيولوجي
أشارت بعض الأبحاث إلى تواجد بعض المناطق المعينة من الدماغ تستجيب خصوصًا للوجوه. يتم تنشيط منطقة باحة الوجه المغزلي (جزء من جهاز الرؤية في الإنسان)، داخل منطقة التلفيف المغزلي وذلك عند رؤية بعض الوجوه، ويختلف نشاط تلك المنطقة من الأشخاص الخجولين إلي الاجتماعيين. أكدت دراسة أنه «عند مُشاهدة صور لبعض الناس الغرباء، فإن المشاهدين البالغين الخجولين أظهروا نشاطًا أقل بكثير في منطقة التلفيف المغزلي مقارنةً بالبالغين الأكثر إجتماعية». وعلاوة على ذلك، فإن بعض المناطق تستجيب للوجه الذي يُعتبر جذابًا بشكل أكبر، وفي دراسة أخرى: «وُجد أن جمال الوجه يستحضر شبكة عصبية موزعة على نطاق واسع والتي تتضمن دوائر الإدراك وصنع القرار والمكافآت. وفي تلك التجارب، ظلت الاستجابة الإدراكية عبر باحة الوجه المغزلي وحالات تغير مستوى الوعي  حاضرة حتى عندما لا يفصح الأشخاص بجمال الوجه».

## المجتمع والثقافة

### جراحة الوجه التجميلية
يمكن استخدام الجراحات التجميلية لتبديل بعض من ملامح الوجه. قد تستخدم جراحة الفم والوجه والفكين (بالإنجليزية:Maxillofacial) عند حدوث إصابات وجهيه، (كالإصابات الحادثة في الوجه والأمراض الجلدية). قام بعض الأفراد المصابون بالتشوه الشديد مؤخرًا بعمليات زرع كامل للوجه وزرع جزئي للجلد والأنسجة العضلية.

### كاريكاتير
غالبًا ما تبالغ الرسوم الكاريكاتيرية في ملامح الوجه لجعل التعرف على الوجه أسهل حيث يقوم الرسام بتكبير بعض الأجزاء والملامح الواضحة من وجه الشخص المعني، على سبيل المثال، قد يركز رسم كاريكاتيري لأسامة بن لادن على شعر وجهه وأنفه، وقد يركز رسم كاريكاتيري لجورج دبليو بوش إلى تكبير أذنيه إلى حجم أذني الفيل. وقد يبرز رسم كاريكاتيري لجاي لينو رأسه وذقنه، وقد يبرز رسم كاريكاتيري لميك جاغر إلى تكبير شفتيه. وتساعد تلك المبالغة في الملامح المميزة التي لا تُنسى للأشخاص على التعرف على الآخرين عند تقديمها في صورة كاريكاتيرية.